# 中東飲食

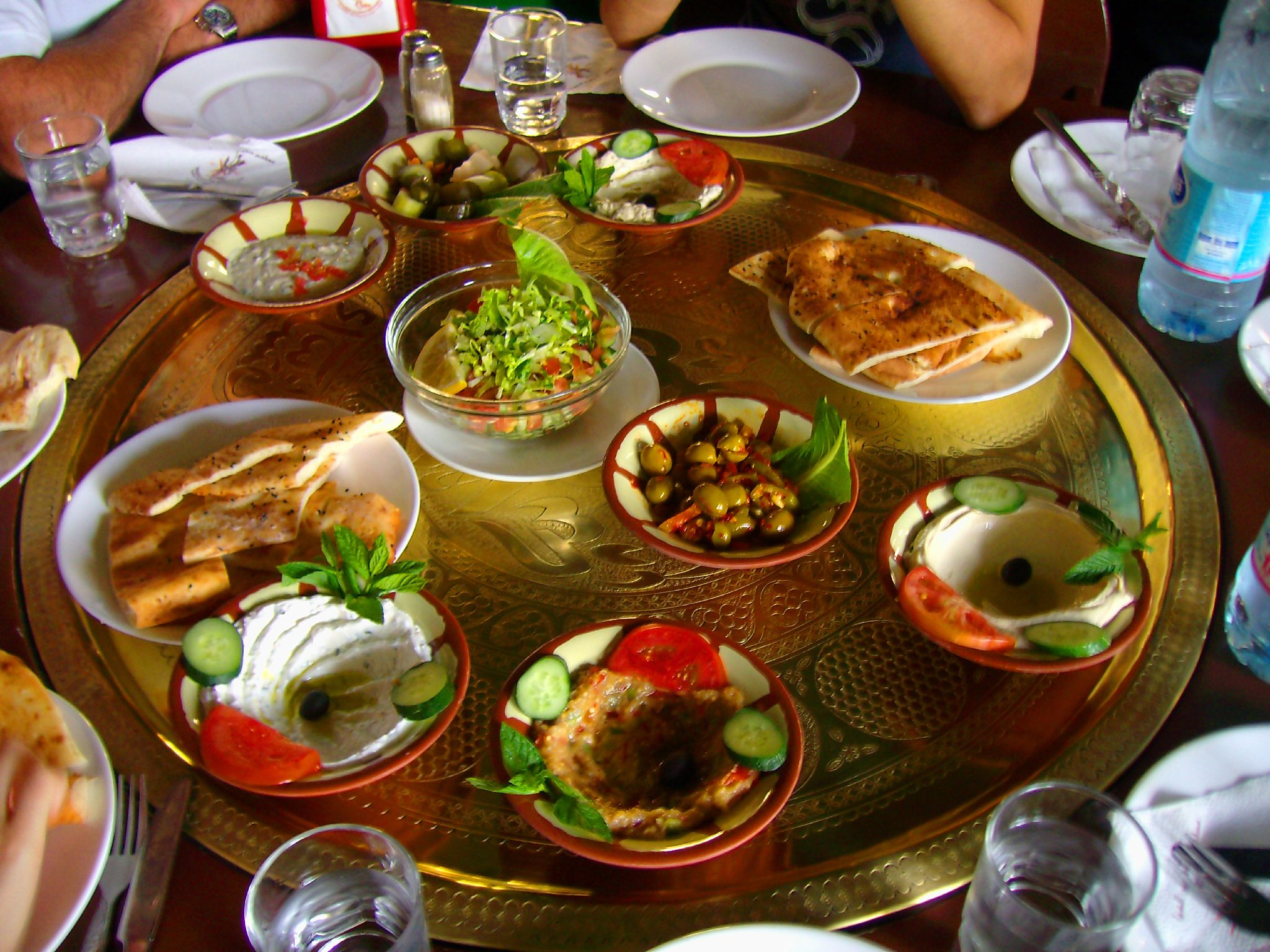
梅澤是中东地區代表性的開味小菜

中東飲食是指中东地區人民的飲食習慣。當地人經常吃油橄欖、橄榄油、皮塔饼、蜂蜜、芝麻、椰棗、 鹰嘴豆、薄荷、欧芹、烤肉串、沙拉三明治、巴克拉瓦、酸奶、土耳其烤肉以及沙威玛 。